# Utricularia lasiocaulis
Utricularia lasiocaulis är en tätörtsväxtart som beskrevs av Ferdinand von Mueller. Utricularia lasiocaulis ingår i släktet bläddror, och familjen tätörtsväxter. Inga underarter finns listade i Catalogue of Life.